# Peito (oceánide)
Peito o Pito (en griego: Πειθώ, latín: Pītho; «persuasión») es una de las oceánides, hija del titán Océano y de la titánide Tetis, y por tanto hermana de diosas como Dione, Doris, Metis o Calipso.
Un escoliasta nos dice que esta oceánide estaba casada con el primer Argo, hijo de Zeus y de Níobe, pero no cita ninguna descendencia de esta unión.  Dentro del ciclo arcadio, en el Orestes de Eurípides, se afirma que Peito fue la primera mujer de Foroneo y madre de Egialeo y de Apis. El mismo escolio dice que Europa, otra oceánide, también había sido la consorte de Foroneo.